# Кроп-фактор

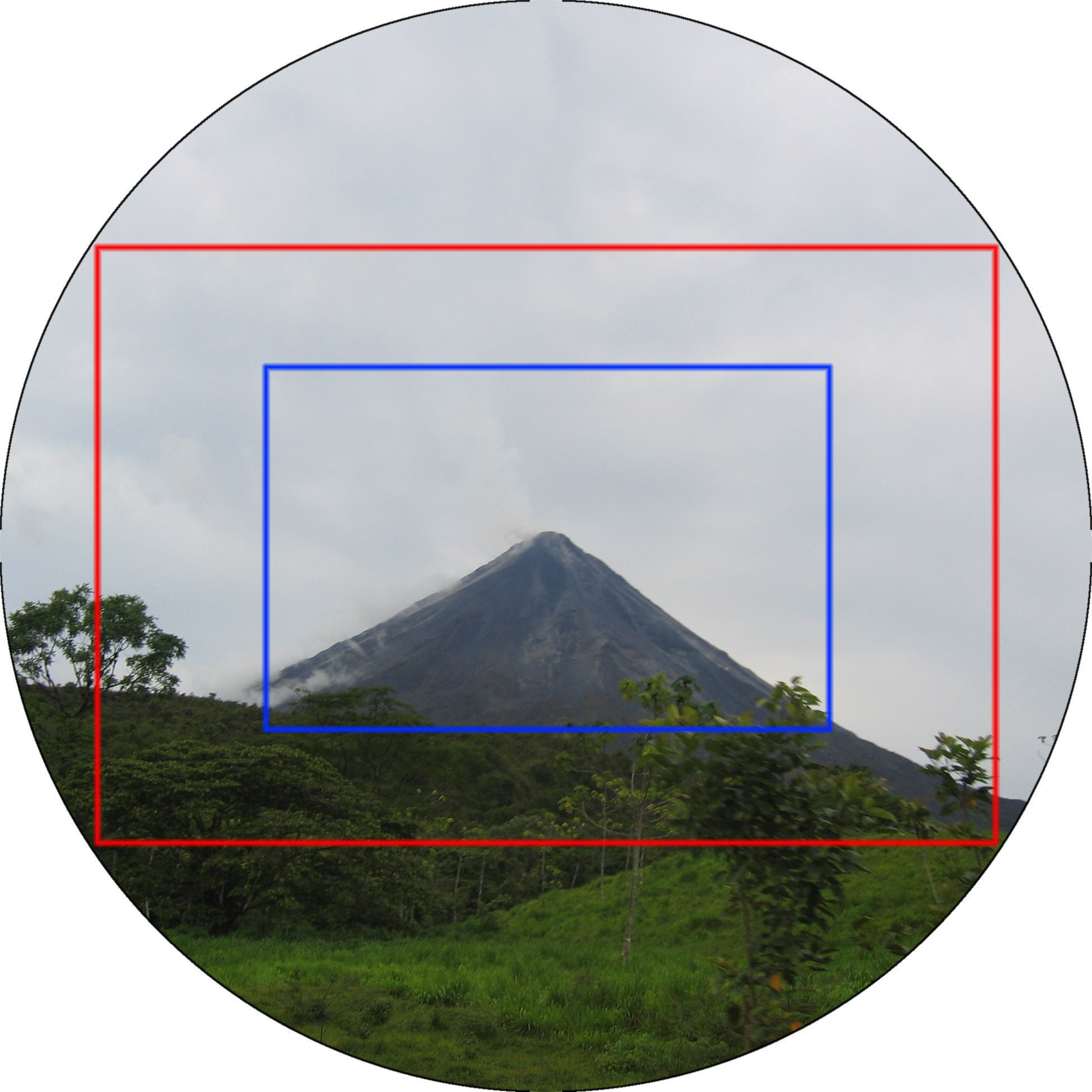
Червона рамка відповідає сенсору 24×36 mm, синя рамка — сенсору 15x22 (кроп-фактор: 1.6)

Кро́п-фа́ктор (від англ. Crop factor, crop — обрізати, factor — коефіцієнт) — безрозмірнісна величина, котра демонструє відношення лінійних розмірів діагоналі стандартного кадру 35-мм плівки до діагоналі світлочутливої матриці цифрової камери. Потреба у використанні подібного коефіцієнта, виникла з появою перших цифрових фотоапаратів, які були розраховані на використання штатних об'єктивів малоформатних камер. Оскільки перші сенсори зображення, мали відчутно менші розміри, ніж поширений, на той час плівковий кадр, - то фотографії зроблені такою камерою мали певні відмінності від знімків зроблених на плівку. Для врахування й прогнозування цих ефектів і було введено поняття кроп-фактор.

## Вплив кроп-фактора на результат фотографування

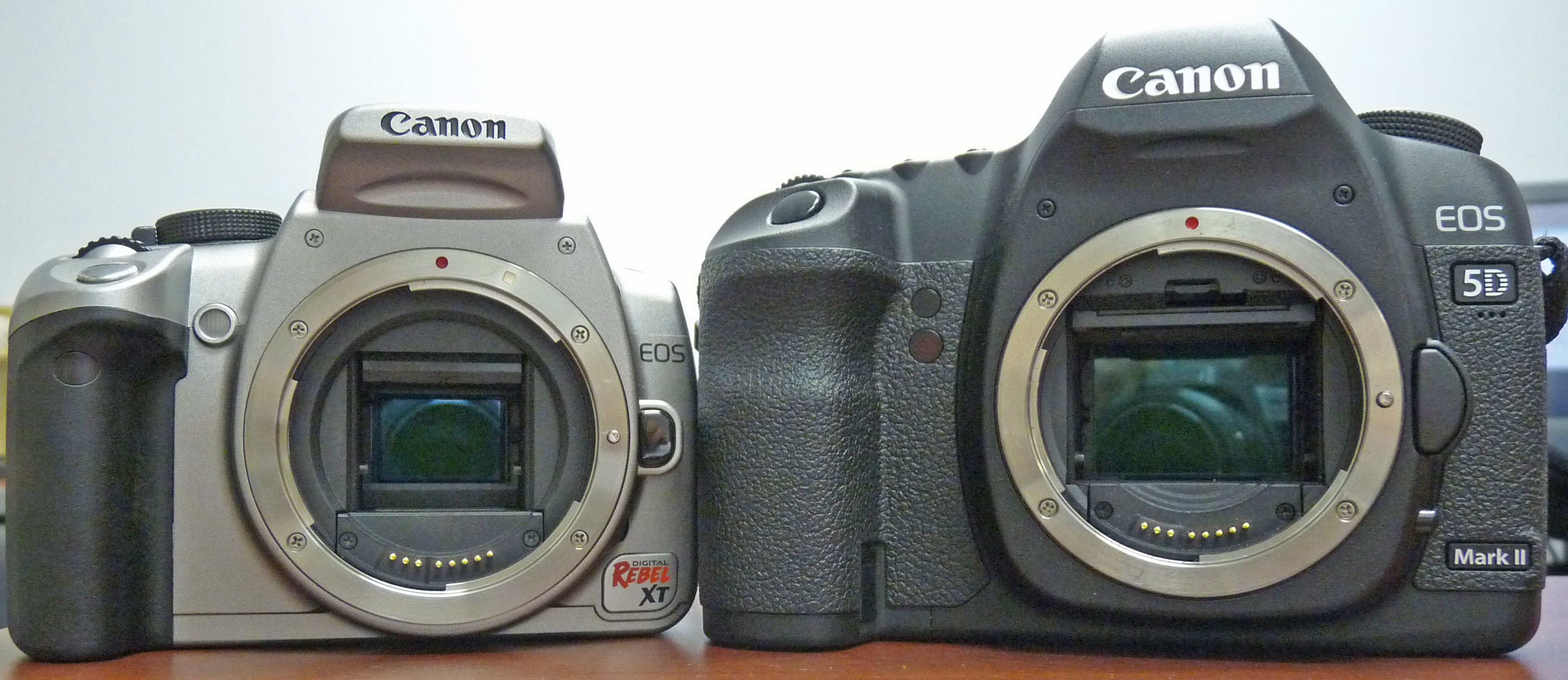
«Кропнута» (ліворуч) та повноформатна (праворуч) камери

Використання техніки з кроп-фактором більшим за одиницю, в комплекті з повнокадровими об'єктивами, має лише одну принципову, технічну відмінність — сенсор меншого розміру, «кропнутої» камери, фіксує зображення лише в центральній частині поля зображення об'єктиву, фактично обрізаючи решту картинки, тим самим зменшуючи кут огляду системи об'єктив-камера. На знімку зробленому такою камерою, відображається лише центральна частина кадру, що створює враження наближення об'єкту зйомки. Для людей, котрі постійно працювали з малоформатними камерами, і відповідно звикли до певного співвідношення кутів огляду і фокусних відстаней об'єктивів - подібний ефект створює певні незручності. Виникає хибне враження ніби змінилась фокусна відстань об'єктивів. Насправді фокусна відстань залишилась сталою, цей параметр залежить виключно від геометричних характеристик самого об'єктиву, і розмір світлочутливої матриці жодним чином на це не впливає. Для зручності описання цього ефекту, було введено новий умовний термін: «Ефективна фокусна відстань». Даний параметр дорівнює реальній фокусній відстані об'єктива, помноженій на кроп-фактор камери з якою  цей об'єктив використовується. Ефективна фокусна відстань - демонструє, якою мала б бути реальна фокусна відстань об'єктиву, щоб отримати на повнокадровій камері, той самий кут огляду, котрий ми отримали на «кропі». Очевидно що для повнокадрових камер, кроп-фактор дорівнює одиниці, а ефективна фокусна відстань збігається з реальною фокусною відстанню об'єктива. Існує ще один ефект прямо пов'язаний з кроп-фактором і ефективною фокусною відстанню - зміна глибини чітко зображуваного простору на знімку. З одного боку, твердження, що камера з кроп-фактором, змінює глибину чітко зображуваного простору (ГЧЗП) - є повністю некоректним. ГЧЗП не залежить від розміру сенсора. Проте ГЧЗП залежить від фокусної відстані об'єктива, і від дистанції до об'єкту зйомки, а отже щоб на повнокадровій камері отримати кут огляду подібний до того який ми маємо на «кропі», нам доведеться застосувати об'єктив з фокусною відстанню більшою в кількість разів, котра дорівнює значенню кроп-фактора, відповідно збільшення фокусної відстані призведе до зменшення ГРЗП. Це означає, що при спробі зробити однакову фотографію, з однаковим кутом огляду і однаковою діафрагмою, - глибина чітко зображуваного простору на камері з кроп-фактором буде більшою ніж на повноформатній камері.

## Змінна оптика для камер з кроп-фактором

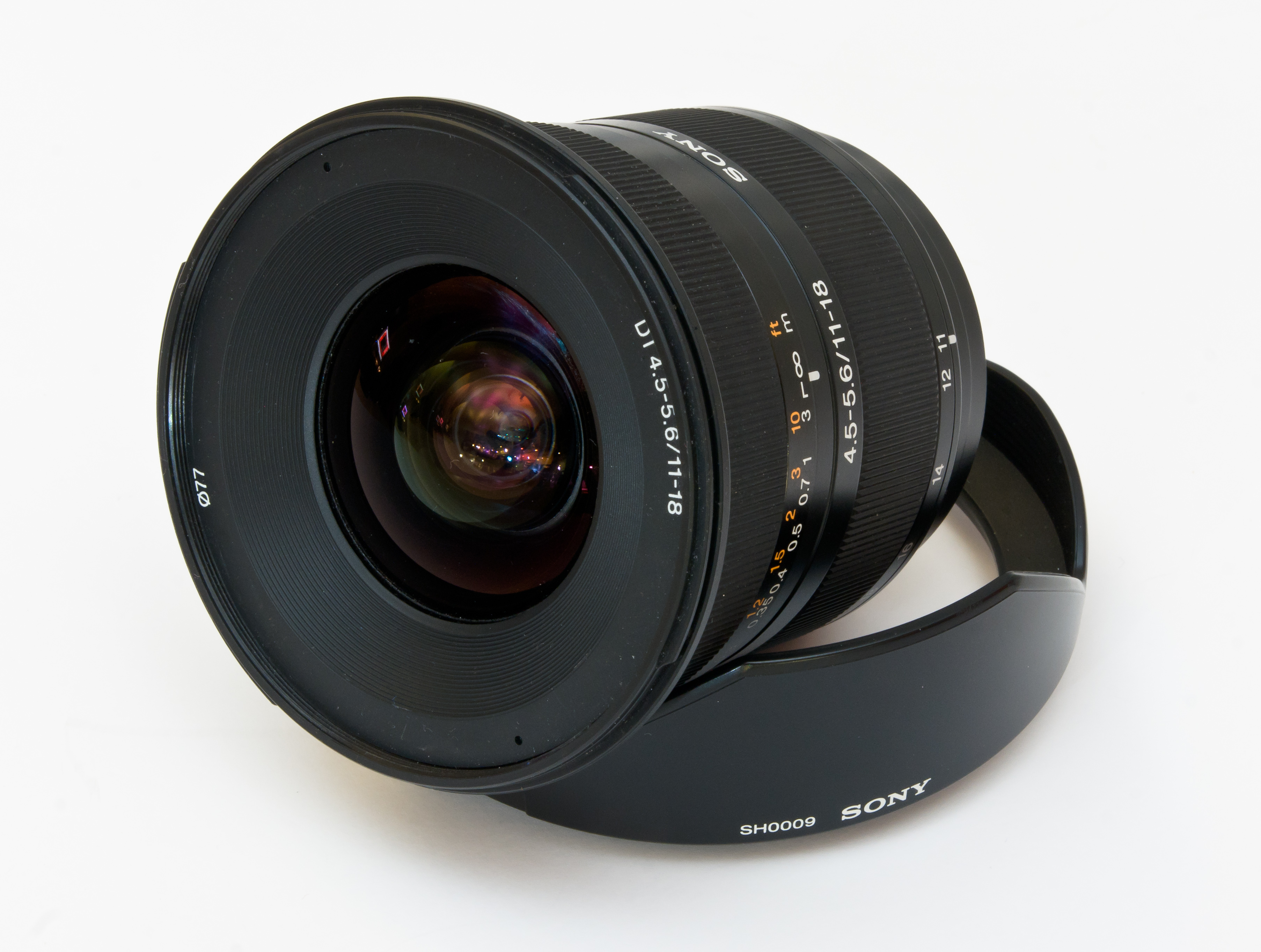
Об'єктив лінійки Sony α DT

Для цифрових камер з кроп-фактором, котрі допускають використання змінної оптики, як правило можливо використання об'єктивів повнокадрових фотоапаратів, за умови сумісності байонетів, або наявності спеціальних перехідних адаптерів. Також існують лінійки об'єктивів, створені виключно під камери з кроп-фактором, певного типу (наприклад Sony α DT, Nikon DX, Canon EF-S, Four-Thirds, Micro Four-Thirds, тощо). Такі об'єктиви зазвичай мають меншу вагу й коштують дешевше, ніж їхні повнокадрові аналоги, проте їх використання обмежене лише тим типом фотоапаратів, для якого вони були створені.

## Значення кроп-фактора для деяких типів матриць
У таблиці наведено довідкову інформацію про деякі типи сенсорів, з указанням лінійних розмірів, площі і значення кроп-фактора.
| Тип сенсора       | Параметри сенсора | Параметри сенсора | Параметри сенсора | Параметри сенсора | Параметри сенсора |
| Тип сенсора       | Діагональ (мм)    | Ширина (мм)       | Висота (мм)       | Площа (мм²)       | Кроп-фактор       |
| ----------------- | ----------------- | ----------------- | ----------------- | ----------------- | ----------------- |
| 1/4"              | 4.50              | 3.60              | 2.70              | 9,72              | 9.6               |
| 1/3"              | 6.00              | 4.80              | 3.60              | 17,28             | 7.2               |
| 1/2,5"            | 7.18              | 5.76              | 4.29              | 24,71             | 6.0               |
| 1/2,3"            | 7.70              | 6.16              | 4.62              | 28,46             | 5.6               |
| 1/1,8"            | 8.94              | 7.18              | 5.32              | 38,20             | 4.8               |
| 1/1,7"            | 9.50              | 7.60              | 5.70              | 43,32             | 4.6               |
| 1/1,6"            | 10.07             | 8.08              | 6.01              | 48,56             | 4.3               |
| 2/3"              | 11.00             | 8.80              | 6.60              | 58,08             | 3.9               |
| 1"                | 16.00             | 12.80             | 9.60              | 122,88            | 2.7               |
| 4/3"              | 22.50             | 18.00             | 13.50             | 243,00            | 1.9               |
| APS-C Canon       | 26.68             | 22.20             | 14.80             | 328,56            | 1.6               |
| APS-C Sony, Nikon | 28.29             | 23.60             | 15.60             | 368,16            | 1.5               |
| APS-H Canon       | 33.53             | 27.90             | 18.60             | 518,94            | 1.3               |
| Full Frame 35 мм  | 43.27             | 36.00             | 24.00             | 864,00            | 1.0               |